# Arthoniomycetes
Arthoniomycetes O.E. Erikss. & Winka – klasa grzybów z typu workowców (Ascomycota). W tzw. „systemie Adla 2012” klad Arthoniales jest wyprowadzony bezpośrednio z kladu Pezizomycotina, z pominięciem tej klasy.

## Charakterystyka
Posiadają owocniki w formie apotecji, z odsłoniętą w fazie dojrzałej obłocznią. Worki zbudowane są z wyraźnie odrębnych dwóch ścian.
Większość gatunków należących do tej klasy to porosty występujące w klimacie zwrotnikowym.

## Systematyka
Klasę Arthoniomycetes utworzyli Ove Eriksson i Katarina Winka w artykule Supraordinal taxa of Ascomycota, opublikowanym w „Myconet” z 1997.

Arthoniomycetes cl. nov. O.E. Erikss. & Winka
- Holotypus: Arthoniales Henssen ex D. Hawksw. & O.E. Erikss.
- Ascomata: apothecia. Hamathecium: paraphysoides. Asci bitunicati, in IKI/KOH plerumque caerulescenti.
- Characteres moleculares (SSU rRNA): 10-1 222a:g; 253a:g. 11 267u:c; 288a:g. 12 328a:u; 331a:g; 334g:u; 340u:a; 343c:a; 352a:g. 18 529c:a (exc. Lecanactis). 23-2 699u:c

Według klasyfikacji Index Fungorum bazującej na Dictionary of the Fungi do Arthoniomycetes należą:
- podklasa Arthoniomycetidae P.M. Kirk, P. Cannon, Minter & Stalpers 2008
  - rząd Arthoniales Henssen ex D. Hawksw. & O.E. Erikss. 1986 – plamicowce
  - rząd Lichenostigmatales Ertz, Diederich & Lawrey 2014

Nazwy naukowe według Index Fungorum.
Badania filogenetyczne przemawiają za monofiletycznością tego taksonu. Ustalono także, że grupą siostrzaną jest klasa Dothideomycetes.